# Hàng không năm 1901
Đây là danh sách các sự kiện hàng không nổi bật xảy ra trong năm 1901:

## Các sự kiện

### Tháng 7
- 31 tháng 7 - Những nhà khí tượng học người Đức là Berson và Süring đã bay cao tới 10.800 m trên một chiếc khí cầu tự do.

### Tháng 8
- 14 tháng 8 - ở Fairfield, Connecticut, Gustave Whitehead thực hiện chuyến bay trên chiếc Whitehead Number 21 trang bị động cơ đã bay xa 800 mét trên độ cao 15 mét, theo các bài báo trong Bridgeport Herald, New York Herald và Boston Transcript. Không có bức ảnh nào được chụp, nhưng một bức họa về máy bay khi đang bay đã được vẽ bởi một phóng viên làm cho Bridgeport Herald, có tên là Dick Howell, người đã có mặt chứng kiến. Sự kiện này diễn ra trước sự kiện chuyến bay ở Kitty Hawk, Bắc Carolina của Anh em nhà Wright 2 năm.

### Tháng 10
- 19 tháng 10 - Alberto Santos-Dumont, một người Brasil, bay trên khí cầu do anh ta điều khiển tên là Number 6 xung quanh Tháp Eiffel để quyên góp 100.000 FF.
- 29 tháng 10 - Câu lạc bộ hàng không Hoàng gia của Vương quốc Anh được thành lập.
- Wilhelm Kress thử nghiệm một chiếc thủy phi cơ 3 lớp cánh, nó đã nhảy được một bước ngắn trước khi lật úp.

### Tháng 11-Tháng 12
- Anh em nhà Wright lạc quan cho rằng thiết kế cánh tàu lượn cho mô hình có tên gọi No. 3 sẽ được tối ưu hóa nhờ vào việc đo các thông số trong đường hầm gió.